# 스윙 보트
《스윙 보트》(영어: Swing Vote)는 2008년 개봉한 미국의 코미디 드라마 영화이다. 조슈아 마이클 스턴 감독이 연출했고, 케빈 코스트너, 폴라 패튼, 켈시 그래머, 데니스 호퍼, 네이선 레인, 스탠리 투치, 매들린 캐럴 등이 출연하였다. 우연한 계기로 자신의 단 한 표가 미국 대통령을 결정하게 된 한 남자의 이야기이다.

## 출연진
- 케빈 코스트너 - 어니스트 “버드” 존슨 역
- 매들린 캐럴 - 몰리 존슨 역
- 폴라 패튼 - 케이트 매디슨 역
- 켈시 그래머 - 앤드루 “앤디” 분 대통령 역
- 데니스 호퍼 - 도널드 “돈” 그린리프 역
- 네이선 레인 - 아서 크럼 역
- 스탠리 투치 - 마틴 “마티” 폭스 역
- 조지 로페즈 - 존 스위니 역
- 저지 라인홀드 - 월터 역
- 찰스 “칩” 에스튼 - 루이스 역
- 메어 위닝햄
- 마크 모지스
- 너나 비지터
- 플로이드 “레드 크로” 웨스터먼
- 터커 칼슨
- 아리아나 허핑턴
- 래리 킹
- 빌 마
- 윌리 넬슨
- 리처드 페티